# 西治
西治（さいじ）は、兵庫県神崎郡福崎町の大字。郵便番号は679-2215。

## 地理

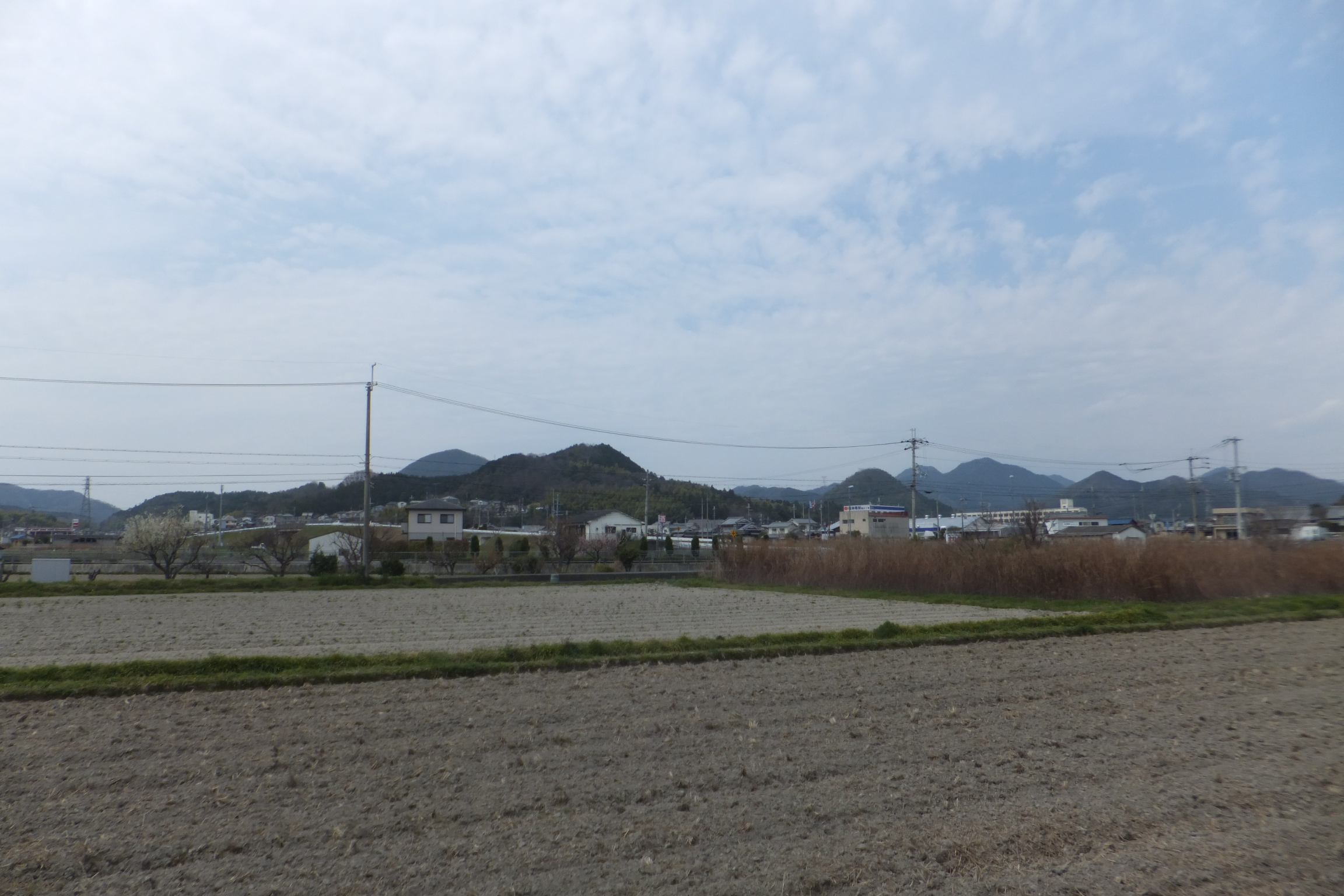
地内にある農業地帯

- 市川の左側沿岸に位置し、地内には中国自動車道・兵庫県道23号三木宍粟線が通過しており、福崎工業団地が立地している。過去には「再地」と呼ばれていた。現在は住宅地と農業地帯が混在している。[1][2]東側は福崎新・南田原、西側は姫路市香寺町恒屋・香寺町中村南側は高橋、北側は高岡・福田・馬田と接する。

## 歴史

### 字域の変遷
| 実施前         | 実施年        | 実施後         |
| -------------- | ------------- | -------------- |
| 西治村         | 1889年4月1日  | 福崎村西治     |
| 福崎村大字西治 | 1925年12月1日 | 福崎町大字西治 |

## 小・中学校の学区
| 大字 | 番地 | 小学校             | 中学校               |
| ---- | ---- | ------------------ | -------------------- |
| 西治 | 全域 | 福崎町立福崎小学校 | 福崎町立福崎西中学校 |

## 交通

### 鉄道
JR播但線が通過している。

### バス
- 神姫バス

### 道路
- 中国自動車道（通過のみ）
- 国道312号

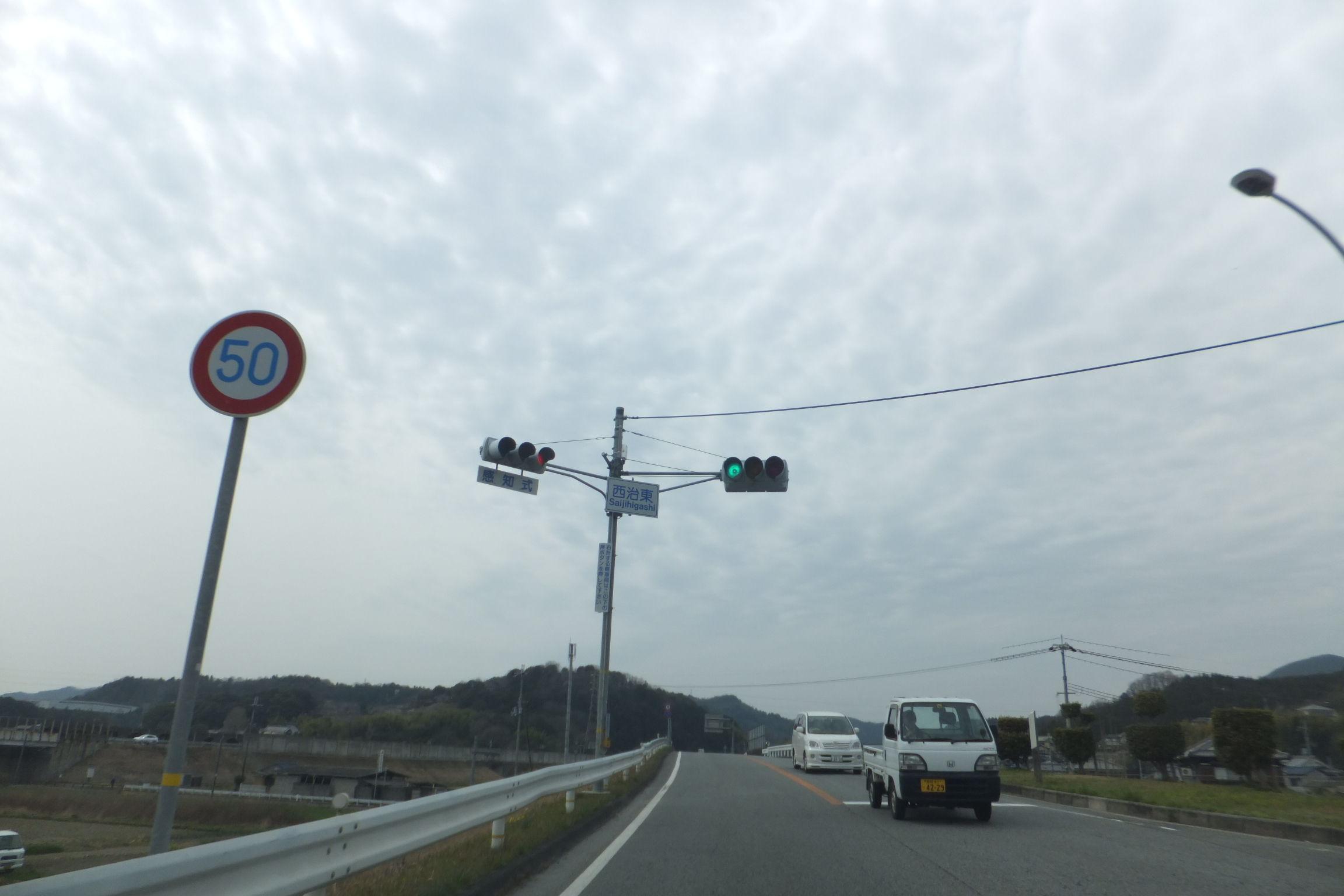
兵庫県道23号三木宍粟線

- 兵庫県道23号三木宍粟線

## 施設
- 福崎町立図書館
- 西治公民館
- 連華寺
- 福崎西部工業団地[2]
  - ハリマ共和国物産福崎物流センター
  - 日本通運福崎物流センター事業所
  - キョーリンフード工業福崎工場
  - アマテイ福崎工場
  - 千寿製薬福崎工場
  - 住商鋼板加工福崎工場